# Alfred Gough
Fabián Alfred "Al" Gough III (22 de agosto de 1967; Leonardtown, Maryland, Estados Unidos) es un guionista y productor de cine y televisión.

## Vida personal
Se graduó en St. Mary's Ryken High School en 1985 y en la Universidad Católica de América en 1989. Cursó estudios de postgrado en la USC School of Cinematic Arts. Gough asistió al Peter Stark Producing Program en la Universidad del Sur de California, donde se asoció con su habitual compañero de guion y producción Miles Millar.
Millar y Gough disfrutaron de un éxito temprano gracias a un guion que escribieron mientras estudiaban en la USC. "Mango", una historia de un policía que es alérgico a los animales y que emparejan con un orangután. La vendieron a New Line Cinema por 400.000 dólares. La película nunca se hizo, pero les supuso una valiosa publicidad.

## Carrera
Entre otras películas, Gough ha escrito Shanghai Noon, Shanghai Knights, Spider-Man 2, Herbie a plena carga, La momia: la tumba del emperador Dragón, Lethal Weapon 4 y Soy el número cuatro. También produjo Hannah Montana: La película.
Él y su socio Miles Millar crearon Smallville, historia basada en el cómic Superman, donde se narra la adolescencia del héroe de acero.